# Bronisława Wójcik-Keuprulian
Bronisława Wójcik-Keuprulian (ur. 6 sierpnia 1890 we Lwowie, zm. 11 kwietnia 1938 w Warszawie) – polska muzykolog. Małżonka polskiego Ormianina Garabeda Keupruliana.

## Życiorys
Studiowała na Uniwersytecie Jana Kazimierza we Lwowie muzykologię u profesora Adolfa Chybińskiego (doktorat 1917) oraz matematykę i filozofię, muzycznie kształciła się w Konserwatorium Lwowskim.
W roku 1934 habilitowała się na UJ podstawie pracy Melodyka Chopina. Wykład habilitacyjny brzmiał: Stanowisko muzykologii w systemie nauk. Prowadziła w latach 1919–1925 działalność naukowo-dydaktyczną w Zakładzie Muzykologii UJK. Była redaktorem muzycznym Księgarni Nakładowej Kazimierza S. Jakubowskiego.
W roku 1934 zamieszkała w Warszawie, podejmując pracę w Instytucie Fryderyka Chopina. Zmarła przedwcześnie i została pochowana na Cmentarzu Łyczakowskim we Lwowie.
Była członkiem: Polskiego Towarzystwa Orientalistycznego, Towarzystwa Naukowego we Lwowie, Polskiego Towarzystwa Filozoficznego, Societé Française de Musicologie oraz Deutsche Gesellschaft für Musikwissenschaft. Była działaczką Archidiecezjalnego Związku Ormian we Lwowie.

## Dzieła
- Bronisława Wójcik-Keuprulian: Melodyka Chopina. Wyd. K. S. Jakubowskiego, Lwów 1930
- Bronisława Wójcik-Keuprulian: Chopin : studja, krytyki, szkice, Wyd. Gebethner & Wolff, Warszawa 1933
- Bronisława Wójcik-Keuprulian: Ormianie polscy. Państwowe Wydawnictwo Książek Szkolnych, Lwów 1933
- Bronisława Wójcik-Keuprulian: Elementy ludowej rytmiki polskiej w muzyce Chopina. Zakład Narodowy im. Ossolińskich, Lwów 1936